# Desmodium pryonii
Desmodium pryonii är en ärtväxtart som beskrevs av Dc. Desmodium pryonii ingår i släktet Desmodium och familjen ärtväxter. Inga underarter finns listade i Catalogue of Life.